# Дюпон Лажуа
Дюпон Лажуа (фр. Dupont Lajoie; в советском прокате — «Это случилось в праздник») — французский фильм-драма, поставленный в 1975 году режиссером Ивом Буассе. Фильм получил специальный приз жюри и еще две награды 25-го Берлинского кинофестиваля.

## Сюжет
Жорж Лайуа работает и живет в Париже. Каждый год он отправляется в отпуск в кемпинг дель Соль, где встречает семьи Шумахер (один из членов которого работает прокурором в суде Страсбурга) и Колин (один из членов которого является продавцом бюстгальтеров). Пребывание этих людей нарушается близостью здания, на котором работают иностранные рабочие, и делаются ксенофобские комментарии. Однажды днем на вечеринке фактически взрывается драка между Лайуа, Альбертом Шумахером и двумя рабочими из Северной Африки.
Со своей стороны, Жорж идет на прогулку, пока другие играют в кемпинге. Найдя прекрасную дочь Колинов, которая загорает в укромном месте, полуголая. Пытаясь поцеловать её, он отвергнут, тогда он пытается изнасиловать ее. В борьбе, однако, он случайно убивает ее, когда она ударяется головой. Чтобы прикрыться, он устраивает сцену, в которой иностранные рабочие привлекаются к ответственности.
Чтобы отомстить за покойную, члены кемпинга жестоко нападают на рабочих, убивая одного из них (Саида) и ранив другого. Чтобы свести к минимуму серьезность фактов, тезис о смертельной аварии сохраняется.